# Corpus Delicti
Corpus Delicti — готик-рок-группа первой половины 1990-х годов. В конце 90-х группа стала исполнять индастриал-рок, сменив название на Corpus.
В конце 2000-х годов, два бывших участника Corpus Delicti (Фрэнк и Крис) сформировали группу Press Gang Metropol,
играющую музыку в традициях Joy Division, The Cure, Interpol, Editors, Depeche Mode. Затем к ним присоединился барабанщик Эрик Чабауд и третий бывший участник Corpus Delicti вокалист Себастьен Пьетрапиана. В начале 2012 года на лейбле D Monic Records вышел дебютный альбом группы Checkpoint.

## Участники
- Sébastien Pietrapiana («Sebastian») — вокал и синтезатор
- Laurence Romanini («Roma») — барабаны и перкуссия
- Jérôme Schmitt («Jerome») — гитара, синтезатор и программирование
- Christophe Baudrion («Chrys») — бас
- Laetitia — скрипка
- «Frank» — гитара (на Twilight)
- «David» — клавишные, семплирование и программирование (на Syn:Drom)

## Дискография

### Corpus Delicti

#### Студийные альбомы
1993 — Twilight (Hit Import and Glasnost Records)

1994 — Sylphes (Hit Import and Glasnost Records)

1995 — Obsessions (Cemetery Records. В 1997 году на лейбле Nightbreed recordings вышла переизданная версия данного альбома с дополнительными треками)

#### Сборники
1996 — Sarabands (Cleopatra Records)

1998 — The Best of Corpus Delicti (Cleopatra Records)

1998 — The History of Corpus Delicti (Radio Luxor)

2006 — From Dawn to Twilight (D-monic)

2007 — A New Saraband Of Sylphes (D-monic)

2010 — Highlights (D-Monic)

2011 — Last Obsessions (D Monic)

### Corpus
1998 — Syn:Drom (Season of Mist)